# Kingudamu
Kingudamu (キングダム) (em inglês:  Kingdom) é um filme histórico de ação japonês de 2019, dirigido por Shinsuke Sato e produzido pela Sony Pictures Japan. É uma adaptação da série de mangá de mesmo nome, criada por Yasuhisa Hara e publicada pela Shueisha. O roteiro foi escrito por Tsutomu Kuroiwa, Shinsuke Sato e Yasuhisa Hara. Kento Yamazaki, que estrelou um curta metragem de três minutos com o mesmo nome lançado em 2016, reprisa seu papel como o protagonista do filme, que inclui como elenco de apoio Ryo Yoshizawa, Kanna Hashimoto, Masami Nagasawa, Kanata Hongō e Takao Osawa. O filme retrata a vida de Li Xin, um general da Dinastia Chin, desde sua infância órfã até sua carreira militar durante o Período dos Estados Combatentes da antiga China.
Kingudamu foi lançado no Japão em 19 de abril de 2019. Mais tarde, foi exibido na América do Norte pela Funimation no terceiro trimestre de 2019.

## Enredo
Órfão da guerra, Xin é vendido como escravo para uma pequena vila, onde faz amizade com Piao, outro escravo. Crescendo, Xin e Piao treinam juntos, sonhando em escapar de seus baixos status e eventualmente se tornarem grandes generais.

## Elenco
- Kento Yamazaki como Xin
- Ryo Yoshizawa como Piao e Ying Zheng
- Kanna Hashimoto como He Liao Diao
- Masami Nagasawa como Yang Duan He
- Kanata Hongō como Cheng Jiao
- Shinnosuke Mitsushima como Bi
- Masahiro Takashima como Lord Changwen
- Takao Osawa como Wang Qi
- Jun Kaname como Teng
- Shinnosuke Abe como Ba Jiō
- Wataru Ichinose como Ta Jifu
- Masaya Kato como Jie Shi
- Renji Ishibashi como Si Shi
- Tak Sakaguchi como Zuo Ci
- Takashi Ukaji como Wei Xing
- Ami 201 como Lang Kai
- Yuhei Ouchida como Dun
- Jun Hashimoto como Muta
- Naomasa Musaka como chefe da vila
- Motoki Fukami como Vicious Scarlet

## Produção e lançamento
A produção de Kingudamu ocorreu no Japão e as suas filmagens ocorreram na China e no Japão em abril de 2018. Em 18 de abril, Hara compartilhou uma ilustração para promover o filme. Em 16 de janeiro de 2019, foi divulgado um trailer pela Sony Pictures Japan. Kingudamu foi lançado em todo o país em 19 de abril de 2019, contendo como canção tema "Wasted Nights" da banda One Ok Rock.
Para promover um lançamento do filme na América do Norte, um trailer legendado em língua inglesa, foi produzido pela Toho e exibido no festival estadunidense SXSW em março de 2019, onde o ator principal Kento Yamazaki, realizou uma visita de cortesia ao vice-presidente da Sony Pictures International. A seguir, a Funimation anunciou que havia adquirido a licença para um lançamento estadunidense e canadense, durante o verão do hemisfério norte.

## Recepção

### Bilheteria
O filme arrecadou 729 milhões de ienes (6,17 milhões de dólares) em seu fim de semana de estreia com três dias, vendendo mais de quinhentos mil ingressos. Em 16 de junho de 2019, o filme já havia arrecadado ¥ 5,47 bilhões (US$ 50,4 milhões).

### Critica
No Rotten Tomatoes, o filme obteve um índice de aprovação de 94% com base em comentários de dezesseis críticos.

### Prêmios e indicações
| Ano  | Prêmio                   | Categoria                                            | Beneficiário    | Resultado | Ref.   |
| ---- | ------------------------ | ---------------------------------------------------- | --------------- | --------- | ------ |
| 2019 | Hochi Film Award         | Melhor Diretor                                       | Shinsuke Sato   | Venceu    | [ 12 ] |
| 2019 | Location Japan Awards    | Melhor Diretor                                       | Shinsuke Sato   | Venceu    | [ 13 ] |
| 2019 | Blue Ribbon Awards       | Prêmio Ator Coadjuvante                              | Ryo Yoshizawa   | Venceu    | [ 14 ] |
| 2020 | VFX-Japan Awards         | Prêmio de Excelência                                 | Kingudamu       | Venceu    | [ 15 ] |
| 2020 | VFX-Japan Awards         | Prêmio de Melhor                                     | Kingudamu       | Indicado  | [ 15 ] |
| 2020 | Japan Academy Film Prize | Imagem do Ano                                        | Kingudamu       | Indicado  | [ 16 ] |
| 2020 | Japan Academy Film Prize | Diretor do Ano                                       | Kingudamu       | Indicado  | [ 16 ] |
| 2020 | Japan Academy Film Prize | Realização Excepcional em Cinematografia             | Tarō Kawazu     | Venceu    | [ 16 ] |
| 2020 | Japan Academy Film Prize | Realização Excepcional de Atriz em Papel Coadjuvante | Masami Nagasawa | Venceu    | [ 16 ] |
| 2020 | Japan Academy Film Prize | Realização Excepcional de Ator em Papel Coadjuvante  | Ryo Yoshizawa   | Venceu    | [ 16 ] |
| 2020 | Japan Academy Film Prize | Realização Excepcional na Direção de Iluminação      | Kingudamu       | Venceu    | [ 16 ] |
| 2020 | Japan Academy Film Prize | Realização Excepcional em Direção de Arte            | Kingudamu       | Venceu    | [ 16 ] |

## Sequência
Em 28 de maio de 2020, foi anunciado que uma sequência de Kingudamu estava em produção. Shinsuke Sato retornou como diretor e os atores Kento Yamazaki, Ryō Yoshizawa e Kanna Hashimoto, também retornaram ao elenco. Foi lançado no Japão em 15 de julho de 2022, sob o título de Kingudamu II: Harukanaru Daichi e.